# Кубок Лікурга

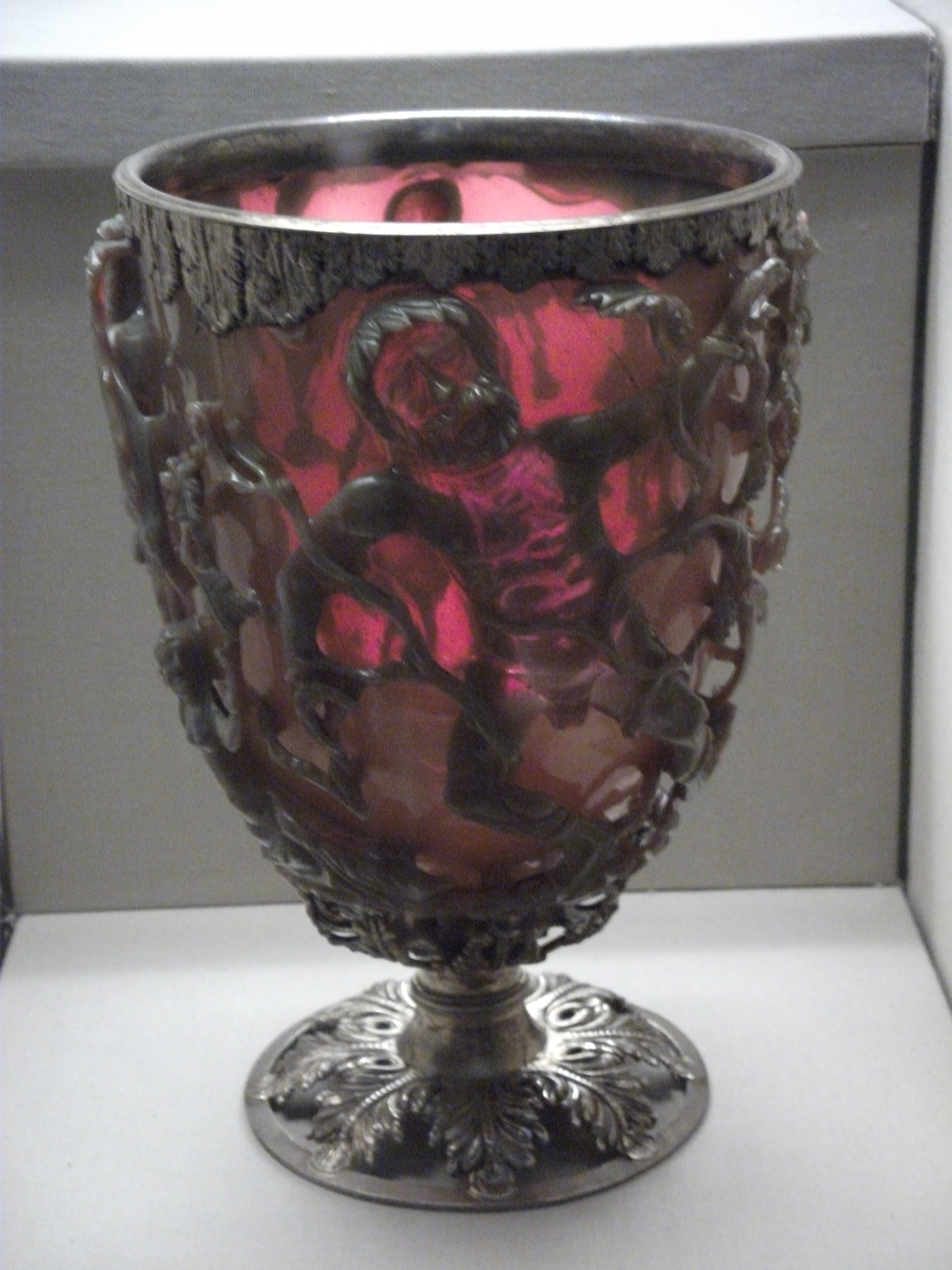
Кубок Лікурга при підсвічуванні. Такий вид показує частини в обох кольорах і варіацію в червоному.

Ку́бок Ліку́рга — давньоримська скляна чаша IV століття н. е., зроблена з дихромічного скла, яке забарвлюється у різні кольори в залежності від того, як через нього проходить світло: скло набуває червоного кольору в наскрізному світлі, і зелено-сірого — у відбитому. Вставки з пофарбованого скла поміщені у бронзову оправу. Проведений аналіз цього скла показав, що воно містить металеві наночастинки з середнім діаметром близько 40 нм. У своєму складі ці наночастинки мають 70 % срібла і 30 % золота.
Чаша знаходиться в експозиції Британського музею. На стінках чаші зображено сцени з життя великого спартанського законодавця Лікурга Спартанського.
У лабораторії «GeneralElectric» у 1959 році було вперше проведено аналіз фрагментів кубка, який показав, що скляний предмет на 98,5 % виготовлений зі звичайного натрієво-кальцієво-кварцового скла, з домішками приблизно 1 % золота та срібла і 0,5 % марганцю. З удосконаленням науково-дослідного обладнання, використавши електронний просвічуючий мікроскоп та рентгенограми, було відкрито частинки золота та срібла розмірами приблизно 50−100 нм., у відношенні частинок срібла і золота приблизно 7:3. Феномен зміни кольору скляного виробу пояснив Гарі Атуотер у 2007 році в журналі «Scientific American» наступним чином: «Через збудження вільних електронів частинок металу, розподілених у склі, чаша поглинає і розсіює синє та зелене світло — відносно короткі довжини хвиль видимого спектра. При спостереженні у відбитому світлі розсіювання дає чаші зеленуватий відтінок, але якщо помістити джерело білого світла всередину чаші, скло здається червоним, оскільки пропускає тільки довгі хвилі й не пропускає короткі».
Чашка є прикладом діатретуму або типу чашки-клітки, де скло було ретельно вирізано та відшліфовано, щоб створити фігури з високим рельєфом, прикріплені до внутрішньої поверхні з невеликими прихованими перемичками позаду фігур. Чаша названа так тому, що вона зображує міф про Лікурга, обвитого виноградною лозою. Позолочений срібний обід і ніжка, ймовірно, були додані наприкінці 1700-х років.
На кубку не вистачає кількох дрібних деталей, зокрема, морди пантери та тельбуха фігури Діоніса. Скло кубка має тріщини, через що Британський музей так і не зняв металевий обідок над артефактом. Ніжка келиха пошкоджена, а первісна форма основи невизначена. Розміри кубку 16,5 x 13,2 см. Підніжжя має художній мотив, що повторює тему чаші, з листям виноградної лози, а край має форми листя, які подовжуються та вкорочуються, щоб розмістити сцени, представлені склом. У 1958 році ніжка була видалена реставраторами Британського музею, і вона не була возз'єднана з чашкою до 1973 року.
Рання історія кубка невідома. Вперше чашка згадується в документі, датованому 1845 роком.

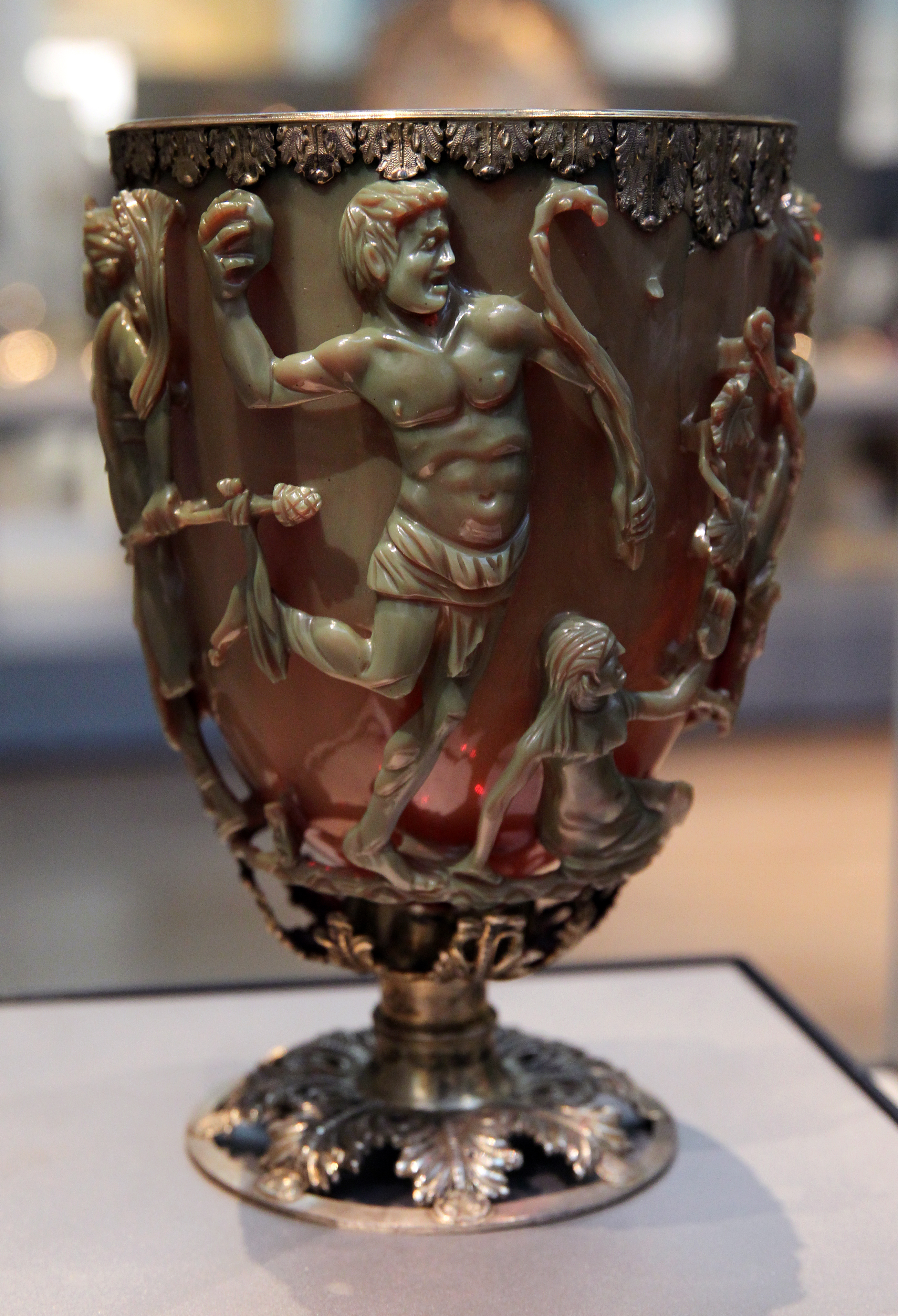
Вид кубка Лікурга у частково відбитому світлі. У центрі сатир готується кинути камінь. Ліворуч Діоніс і його тирс. Справа внизу німфа Амброзія.
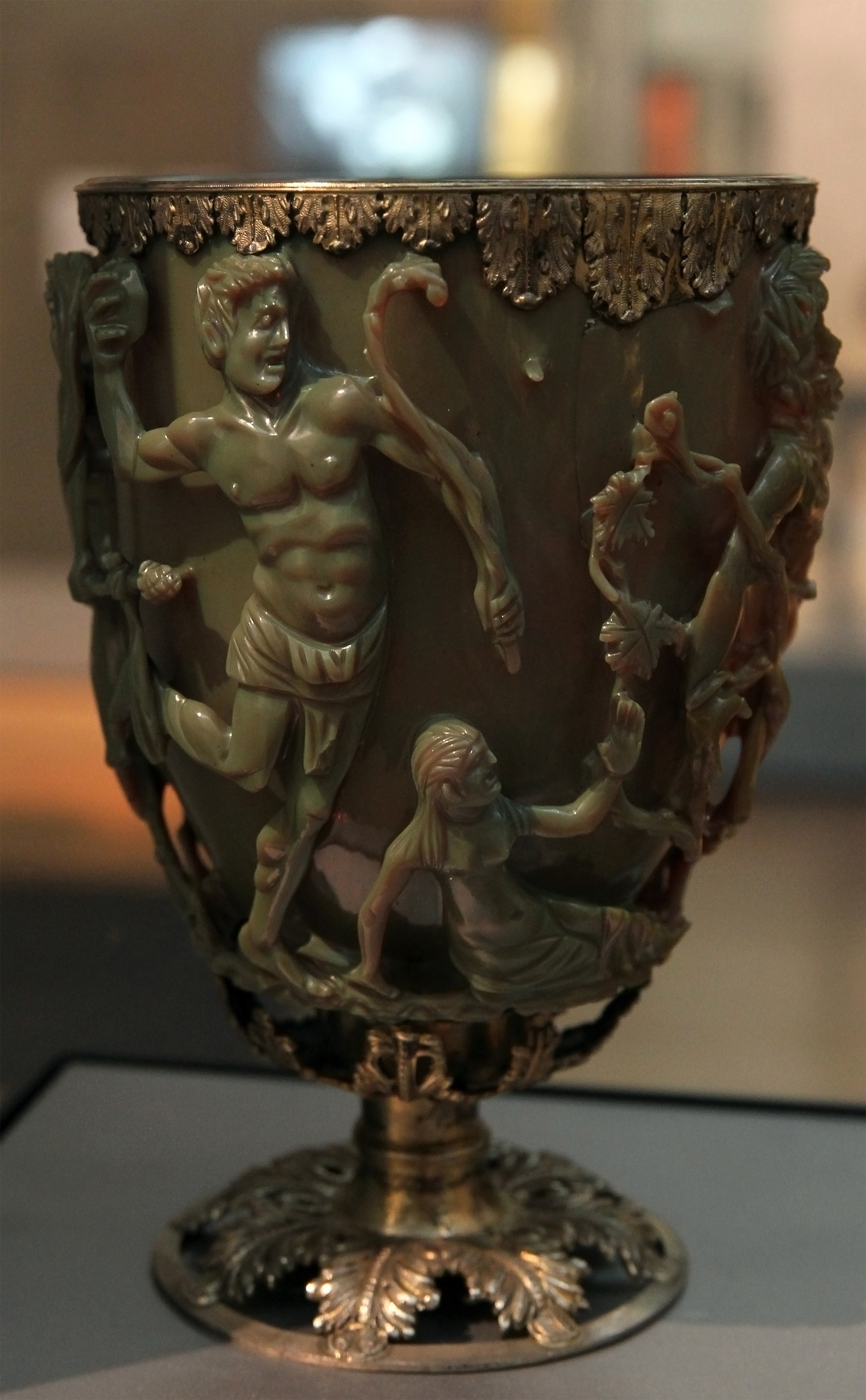
Кубок Лікурга у відбитому світлі. Сатир; німфа справа, обличчям до Лікурга.
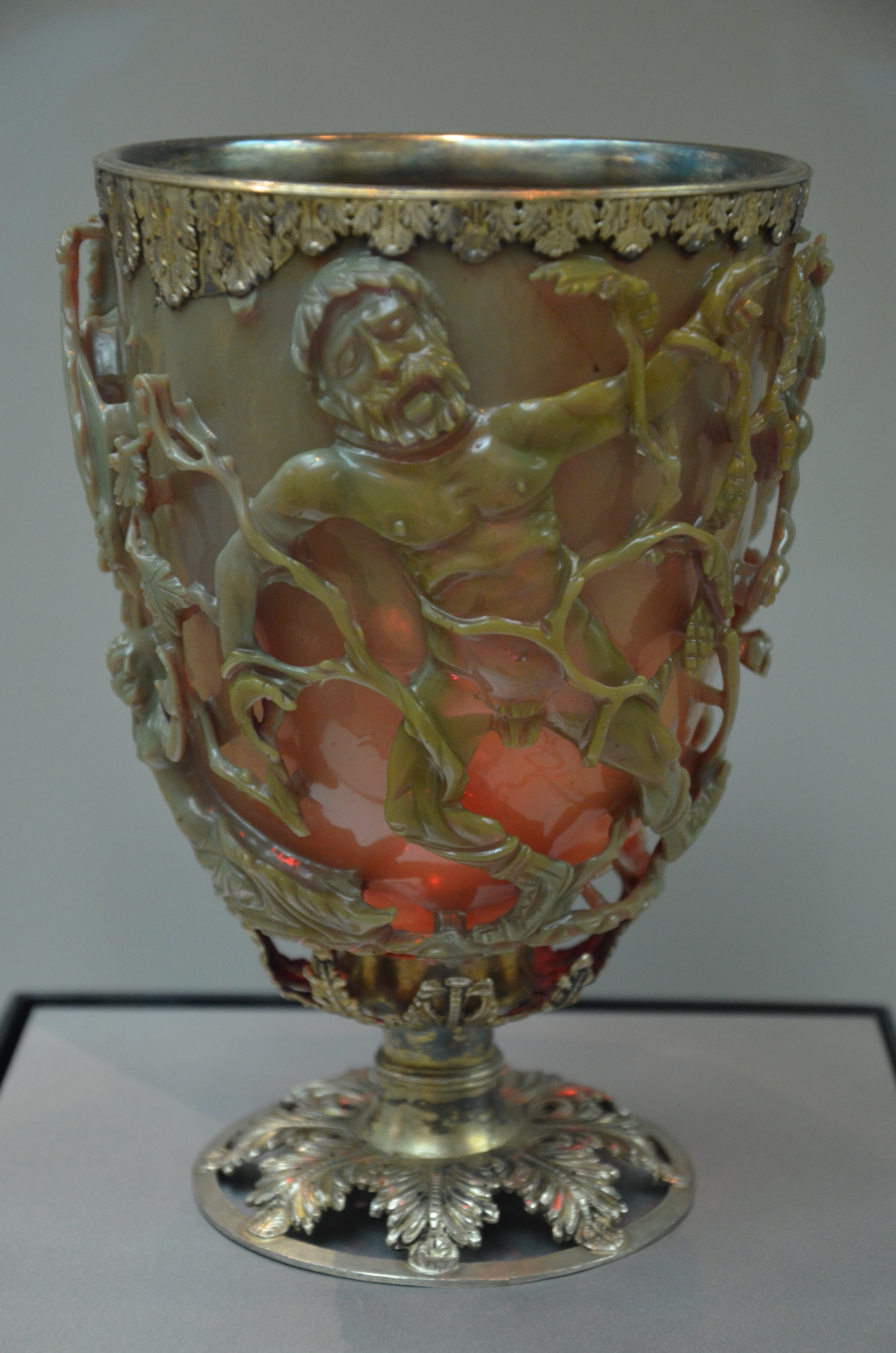
Лікург, зв'язаний виноградною лозою.
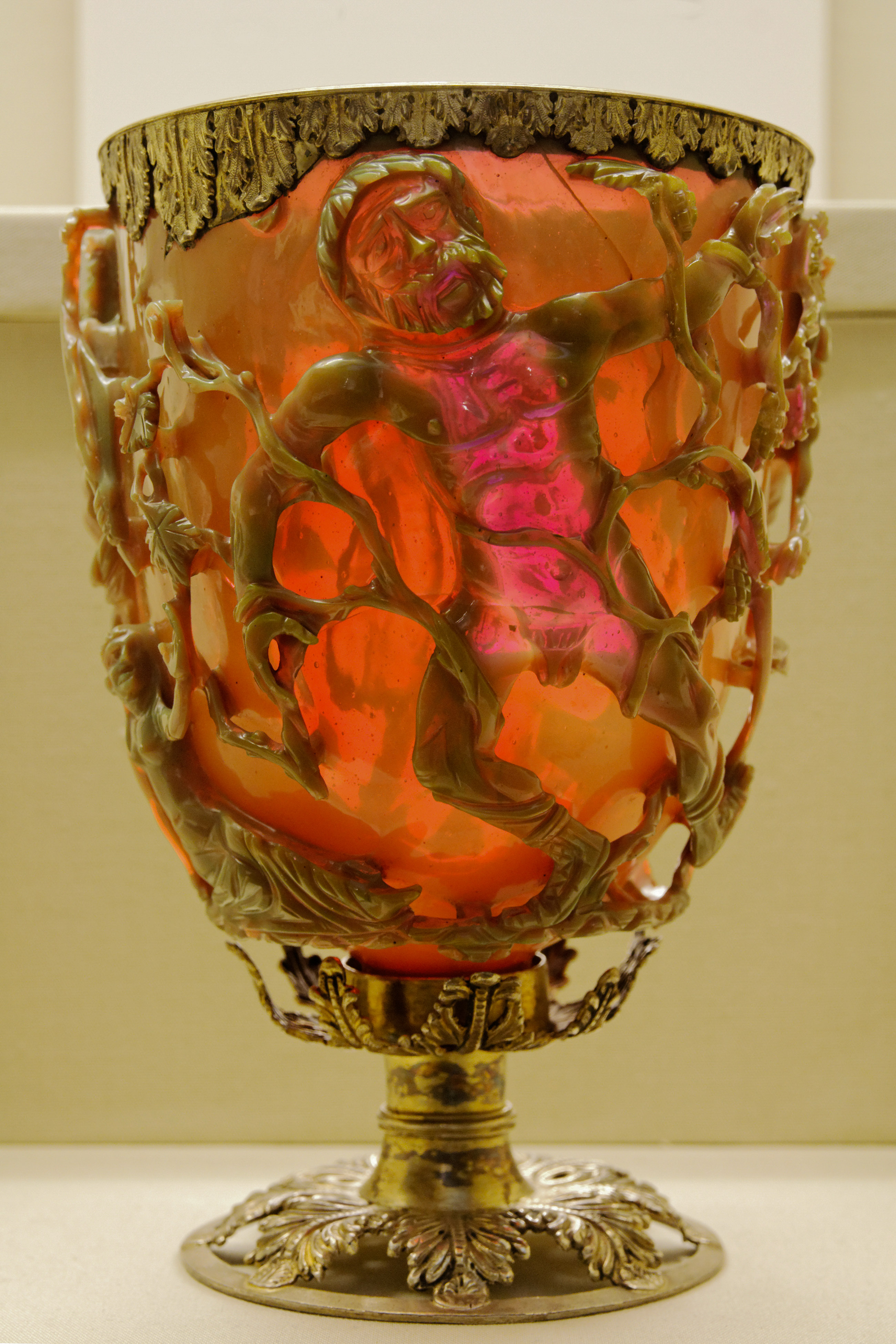
Кубок забарвлюється червоним, тому що крізь нього проходить світло зсередини чаші
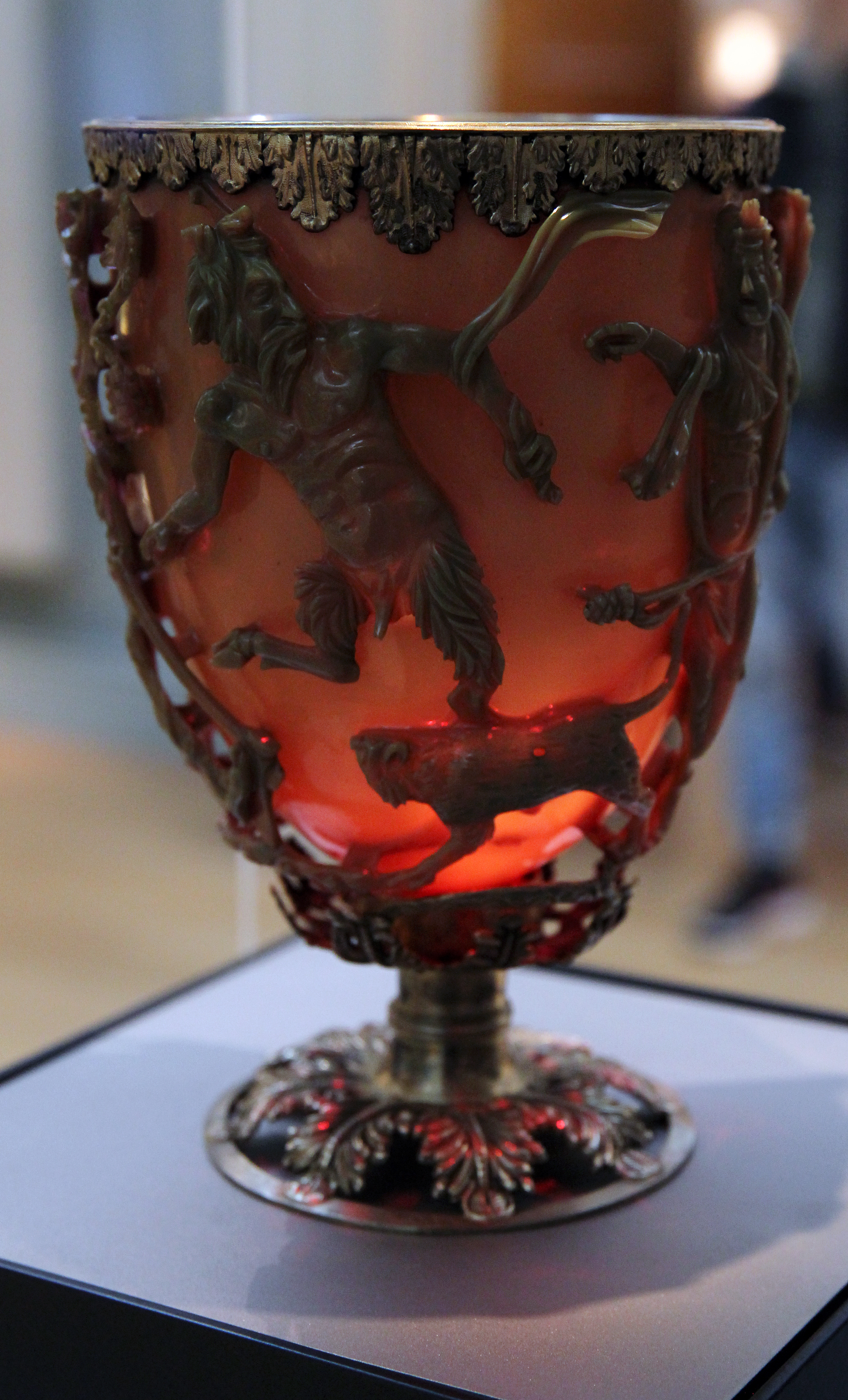
Бог Пан, пантера внизу і Діоніс праворуч.
Діоніс і його тирс
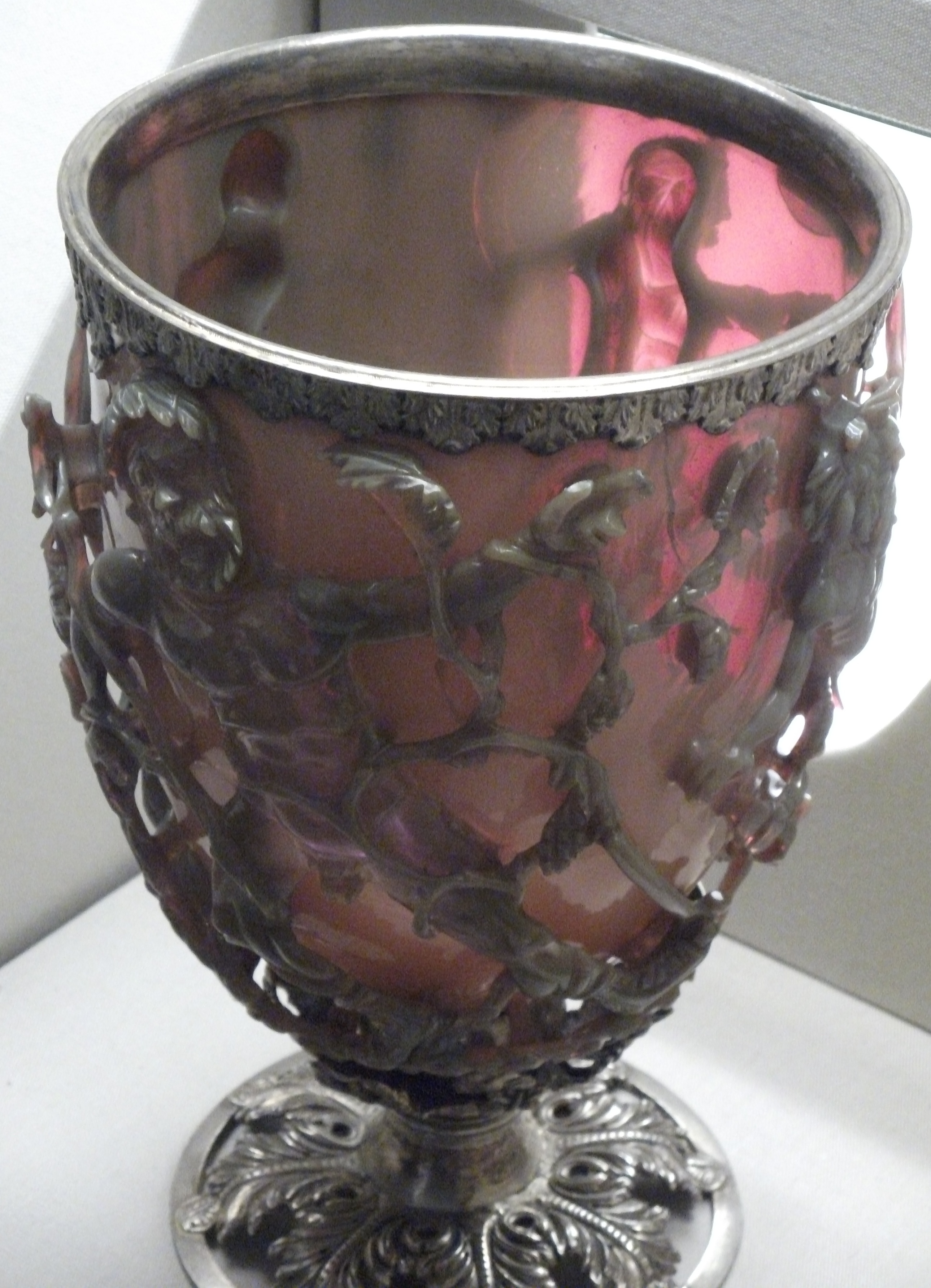
Вид, що показує внутрішню поверхню кубка та тріщину.